# Bacchus Motorcycle Club
Der Bacchus Motorcycle Club (abgekürzt: BMC) ist ein kanadischer Outlaw Motorcycle Gang. Es wurde in New Brunswick gegründet und ist in den Atlantischen Provinzen und Ontario aktiv. Die Hauptaktivitäten des Clubs sind Drogenhandel und Erpressung. Es handelt sich um eine der größten Outlaw Motorcycle Gangs in Kanada.

## Geschichte
Der Bacchus Motorcycle Club wurde 1972 in Albert County, New Brunswick, gegründet. Es ist eine der ältesten Outlaw Motorcycle Gangs in Kanada. Der Club ist nach dem italischen Gott Bacchus benannt. Die Farben des Clubs sind Schwarz und Gold. Der Club ist seit langem ein Verbündeter der Hells Angels. Im Jahr 2003 verließen die Hells Angels die Atlantischen Provinzen und das BMC übernahm das ehemalige Gebiet der Hells Angels.
Im Jahr 2000 führte eine Razzia der Polizei in Lunenburg, Nova Scotia zur Festnahme eines BMC-Mitglieds und zur Beschlagnahmung von Crack und Haschisch im Wert von 85.000 Dollar. Im November 2006 wurden drei Mitglieder der Ortsgruppe Bacchus Halifax wegen des Schmuggels von Kokain, MDMA und Cannabis nach Prince Edward Island festgenommen. Im Jahr 2007 gab die Polizei bekannt, dass Bacchus in New Brunswick Methamphetamin herstellte. Das Methamphetamin wurde in Zusammenarbeit mit den Hells Angels nach Alberta geschmuggelt.
Im Februar 2010 wurden ein Clubmitglied und seine Frau in Barr Settlement, Nova Scotia, ermordet aufgefunden. Das Verbrechen ist bis heute nicht aufgeklärt. Im Juli 2010 wurden sechzehn Clubmitglieder in Cape Spear, Neufundland, festgenommen. Sie planten die Gründung einer BMC-Ortsgruppe in Neufundland. Der Club expandierte später erfolgreich nach Neufundland und gründete Ortsgruppen in Grand Falls-Windsor und Conception Bay South.
Der Club hat auch in seiner Heimatprovinz New Brunswick expandiert. Sie gründeten 2003 eine Ortsgruppe in Saint John und 2011 in Fredericton. Im Jahr 2011 schloss die Polizei in Saint John ein Gebäude, in dem sich eine vom Club betriebene, nicht lizenzierte Kneipe befand.
2012 wurde Matthew Foley, Präsident der Saint-John-Ortsgruppe, wegen Mordes an Michael Thomas Schimpf angeklagt. Schimpf wurde mit einer Schusswunde im Herzen in der Nähe des BMC-Clubhauses gefunden, nachdem er bei einem Gespräch mit Foley gesehen worden war. Schimpf war ein lokaler Drogendealer, der zuvor ein Tattoo-Studio im Besitz von Foley verwüstet hatte. Foley gab zu, Schimpf getötet zu haben, erklärte jedoch, es sei aus Selbstverteidigung geschehen. Er wurde wegen Totschlags zu zehn Jahren Gefängnis verurteilt.
Im Jahr 2013 wurde ein Clubmitglied wegen des Schmuggels von Kokain und Steroiden in ein Gefängnis in Nova Scotia angeklagt. Im nächsten Jahr expandierte der BMC nach Ontario. Er übernahm den kleinen Outlaw Motorcycle Club, den Original Red Devils Motorcycle Club. Durch diese Fusion gewann er Ortsgruppen in Hamilton, Sudbury und Chatham-Kent.
Im Jahr 2018 wurden drei Clubmitglieder wegen Erpressung angeklagt und verurteilt. Infolge dieses Falls wurde der Club in Nova Scotia zur kriminellen Organisation erklärt. Im Jahr 2019 wurden vier Clubmitglieder angeklagt, nachdem ein Mann mit Hirnschäden verlassen auf der Kap-Breton-Insel aufgefunden worden war. Im November 2023 führte die Ontario Provincial Police in ganz Ontario eine Reihe von Festnahmen und Durchsuchungen gegen einen vom BMC betriebenen Autodiebring durch.